# 統制会社
統制会社（とうせいかいしゃ）は、日中戦争勃発後の戦時統制経済下の日本で、経済活動を統制する目的で設立された会社であり、狭義では統制会社令（昭和18年10月18日勅令第784号）を根拠とした会社を指す。国策会社も含め、経済統制を目的とする会社を広く統制会社ということもある。後者の場合、配電統制令（昭和16年8月30日勅令第832号）に基づく配電会社など商号中に「統制会社」を含まないものもある。

## 概要
1937年（昭和12年）の支那事変（日中戦争）勃発に伴い、日本の経済も平時体制から戦時体制へ移行し、1938年（昭和13年）4月に「戦時（戦争ニ準ズベキ事変ノ場合ヲ含ム以下之ニ同ジ）ニ際シ国防目的達成ノ為国ノ全力ヲ最モ有効ニ発揮セシムル様人的及物的資源ヲ統制運用スル」ことを目的に「国家総動員法」（昭和13年4月1日法律第55号）を制定・公布した。
翌1939年（昭和14年）8月には物価の抑制を目的に「物価統制実施要綱」（昭和14年8月30日中央物価委員会決定）が決定され、物資の需給調整のため「必要に応じ統制会社を設け所要の統制に当らしむること」を提案した。これに基づいて1939年（昭和14年）秋以降、各種の産業部門で各種の統制団体が組織され、それぞれの物資統制法規に基づき、製造、配給、集荷等の独占権を与えられた「統制会社」が設立されるようになった。1943年（昭和18年）までに、商工省関係で150、農林省関係で40、厚生省関係で7、その他若干数、地方でも府県単位のもので数百、数府県単位のもので若干数、合計600以上に達する統制会社が設立されていた。
しかし、統制会社が法律上は普通の株式会社であるため、これに対する国家の監督は必ずしも十分でなく、また、事業運営の中心が株主総会にあり、経営者が利潤追求を目的とする可能性が払拭出来ず、国家の意思を的確かつ迅速に反映させ難いこと、各種統制法令に基づいて比較的容易に設立されたため、統制会社が濫立して重複会社やトンネル会社が出現し、事務手続の煩雑化、手数料の増嵩を招来した、などの理由により、これらの統制会社の基礎法規を明確にして政府の適切な監督を為し得るようにするため、国家総動員法第18條に基づく「統制会社令」（昭和18年10月18日勅令第784号）が制定された。
統制会社令第1條で「国家総動員法第十八條ノ規定ニ基ク事業ノ統制ノ為ニスル経営ヲ目的トスル会社ノ設立ニ関スル命令及其ノ命令ニ依リ設立シタル会社」を「統制会社」と称し、第2條で「統制会社」は「国民経済ノ総力ヲ最モ有効ニ発揮スル為物資ノ生産（加工、取附及修理ヲ含ム以下同ジ）、配給、輸出、輸入若ハ保管又ハ人若ハ物ノ運送ヲ為ス事業ノ統制ノ為ニスル経営ヲ目的トスル株式会社」と再定義され、改めて同令に基づく「統制会社」が新設され、それまでの統制会社の整理・再編が行われた。
第二次世界大戦の終結に伴い、1946年（昭和21年）4月1日施行の「国家総動員法及戦時緊急措置法廃止法律」（昭和20年12月20日法律第44号）により国家総動員法は廃止され、同法に基づいて制定された統制会社令も同年10月1日を以って失効した。そのため、統制会社令によって設立された各統制会社も、商事会社に改組するか解散して消滅した。

## 種類
統制会社は、その目的とする統制の対象（実際の経営事業）により、以下の通り大別できた
製造統制会社
特定物資の製造の統制を行う会社で、当該物資の製造業者に対する生産計画の立案及び実行、製造品の品種・数量の割当と原材料の配給割当、製品の一手買取及び一手販売、下請業者の経営の統制と技術指導、その他これに付随するものを事業とした。
配給統制会社
統制会社と言えば配給統制会社を指すとされるほど物資の配給統制のために設立されたものが多く、生産者と消費者の間に立って特定物資の流通を一元的に統制した。従来の卸売部門を再編成して統制するものであり、当該物資の購入と配給を中心に、保管、運送、消費規正の協力等を事業とした。
集荷（買取）統制会社
数多くの中小生産者が存在する物資について、一手に集荷買取を行う会社で、集荷の対象は農産物、屑繊維、故繊維、空缶の回収、亜鉛、錫、故銅等の買取（金属回収統制株式会社）で、集荷された物はそれぞれの物資別に政府の指定する機関に売り渡された。
原材料統制会社
各種工業用の原材料の入手を確保するための会社で、集荷の統制、原材料価格の平準化、品質、規格の統一、数量の統制割当、運輸を事業とした。
業種別統制会社
食料品、窯業、農産物、金属、繊維、交通運輸、木材、水産物、化学製品、電力、鉱業等の各業種毎の統制会社。
なお、実際の統制会社には、製造と配給、集荷と配給のように一社で2種或いは3種の性質を持つものが存在した。

## 社名
統制会社の名称は「統制株式会社」と統制会社であることを明示するもの、「株式会社」のみで統制会社であることを明示しないものの二様が存在した。また「製造株式会社」、「配給株式会社」と統制の対象を明示するのみで「統制」の二文字を使用しないもの、「共同販売株式会社（共販株式会社）」の名称を使用して販売統制会社であることが表明されていないもの、など種々雑多な商号が存在した。
統制会社令（昭和18年勅令第784号）制定に伴い、統制会社を一般の会社と区別するため、同令第15條第1項で「統制会社ハ其ノ商号中ニ統制ナル文字ヲ用フ」とされ、第2項で「統制会社ニ非ザル会社ハ其ノ商号中ニ統制ナル文字ヲ用フルコトヲ得ズ」と統制会社でない会社（有限会社、合資会社を含む一般会社）が商号に「統制」の文字を使用する事が禁止された。なお、第49條で「第十五條第二項ノ規定ハ特別ノ制令又ハ律令ニ基キ設立セラルル会社ニハ之ヲ適用セズ」とされ、朝鮮総督の命令（制令）及び台湾総督の命令（律令）に基づいて設立された会社は適用外とされた。

## 主な統制会社
- 『統制会社論』附録「業種・品種別主要統制会社の一覧表」（365-372頁）を参照の事[6]。